# 苏格兰副首席部长
蘇格蘭副首席部長 （英語：Deputy First Minister of Scotland） 是蘇格蘭政府的副首席部長。又譯為「蘇格蘭副首席大臣」。相比起通过《1998年蘇格蘭法令》而设立的蘇格蘭首席部長，苏格兰副首席部长并不受法令承认，而担任此职位的人士也只是苏格兰政府的普通一员。尽管如此，此职位在苏格兰政府和苏格兰议会於1999年成立之时就已经存在。当政府由单一政党组成时，副首席部长为执政党的资深成员，而当出现联合政府时，副首席部长通常由少数党的党魁担任。当首席部长因事休假时（如2000年时唐納德·德瓦爾因病休假），副首席部长则担任署理首席部长，维持政府运作。

## 提名及選舉
由于用作选举蘇格蘭議會议员的附带席位制使得政党要拥有绝对多数变得非常困难，故在1999年至2007年间，蘇格蘭政府是由苏格兰工党及苏格兰自由民主党联合执政，而首席大臣和副首席大臣则分别由工党以及自由民主党的党魁担任。尽管苏格兰民族党在2007年选举后组成第一薩蒙德内閣单独执政，但副首席部长的职位并没有因此而被废除，而是由政党的副党魁，尼古拉·斯特金担任。当斯特金成为首席部长后，由于该党的副党魁，斯圖爾特·霍西为英国国会议员，而非苏格兰国会議员，故副首席部长一职交由約翰·斯文尼担任。

## 历任副首席部长列表
| 姓名 | 姓名          | 照片   | 任期           | 任期           | 黨籍         | 其他职位                                                                                             | 首席部长 | 首席部长          |  |
| ---- | ------------- | ------ | -------------- | -------------- | ------------ | --- | -------- | ----------------- |  |
|      | 吉姆·华莱士   |        | 1999年5月7日   | 2005年6月23日  | 自由民主黨   | 司法部長 (1999–2003) 企業及終身學習部長 (2003–2005)                                                  |          | 狄華仁            |  |
|      | 吉姆·华莱士   | 麥敬思 | 1999年5月7日   | 2005年6月23日  | 自由民主黨   | 司法部長 (1999–2003) 企業及終身學習部長 (2003–2005)                                                  |          |                   |  |
|      | 吉姆·华莱士   | 麥康納 | 1999年5月7日   | 2005年6月23日  | 自由民主黨   | 司法部長 (1999–2003) 企業及終身學習部長 (2003–2005)                                                  |          |                   |  |
|      | 尼可·斯蒂芬   |        | 2005年6月23日  | 2007年5月16日  | 自由民主黨   | 企業及終身學習部長                                                                                   |          |                   |  |
|      | 妮古拉·斯特金 |        | 2007年5月16日  | 2014年11月19日 | 苏格兰民族党 | 衛生及福祉大臣 (2007–2012) 基建投資及城市大臣（2012年–2014年）                                       |          | 亚历克斯·萨尔蒙德 |  |
|      | 施榮禮        |        | 2014年11月21日 | 2023年3月29日  | 苏格兰民族党 | 財政憲法及經濟大臣（2014年至2016年） 教育及技能大臣（2016年至2021年） 疫後復甦大臣（2021年至2023年） |          | 妮古拉·斯特金     |  |
|      | 肖娜·羅賓遜   |        | 2023年3月29日  | 2024年5月8日   | 苏格兰民族党 | 財政大臣                                                                                             |          | 洪姆扎·尤薩夫     |  |
|      | 凱特·霍寶思   |        | 2024年5月8日   | 現任           | 苏格兰民族党 | 經濟及蓋爾語大臣                                                                                     |          | 約翰·斯文尼       |  |